# Giulia Tofana

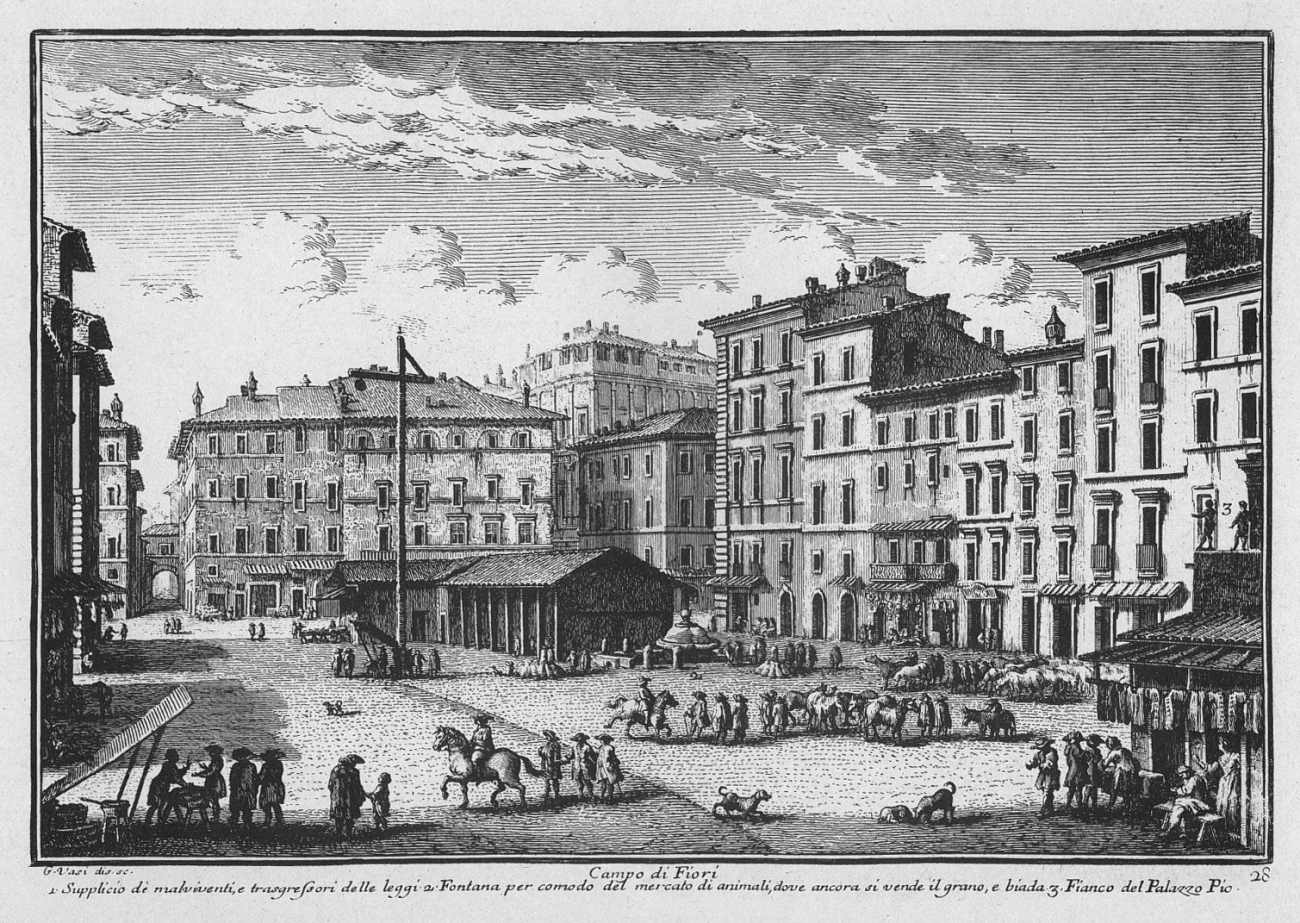
Campo De' Fiori in Rome: de executieplaats van Gironima Spana

Giulia Tofana (Giulia Mangiardi), Toffana of Tophana (Palermo, circa 1581 – Rome, 1651) was een Siciliaanse gifmengster. Door haar werd het gebruik van Aqua tofana of Aqua di Napoli of Manna van San Nicola di Bari, een gif op basis van arsenicum, bekend in Italiaanse steden.

## Levensloop
Tofana groeide op in een weeshuis in Palermo. Er wordt aangenomen dat een verwante van haar, Tophania di Adamo uit Napels, de ontdekker is van de formule van Aqua tofana. Tophania was haar moeder, tante of grootmoeder. Tophania werd opgehangen ergens in de jaren 1610-1630 in Napels.
Tofana werkte in Palermo, op Sicilië, als courtisane. Mogelijks had ze een affaire met (een) apotheker(s) die de ongeletterde Tofana hielp(en) bij de bereiding van het Aqua tofana. Ze geraakte bekend in Palermo en in Napels voor de verkoop van Aqua tofana, voornamelijk bij echtgenotes die hun man uit de weg wilden ruimen. Toen de Napolitaanse politie haar zocht, vluchtte Tofana naar Rome. In haar vlucht naar Rome kreeg Tofana hulp van haar minnaar, een geestelijke met mogelijks de naam Girolamo of Nicodemus. De vlucht naar Rome vond plaats circa het jaar 1624. Haar minnaar ging carrière maken in het klooster van San Lorenzo in Rome. De kloosterling betaalde Tofana een luxueus appartement in de wijk Trastevere.
In Rome werd haar handeltje in Aqua tofana een echte, weliswaar geheime, onderneming. Via haar minnaar in het klooster, kreeg ze vermoedelijk het arsenicum, de noodzakelijke grondstof van het brouwsel. Tofana kreeg daarnaast hulp van een of twee vrouwen, die beweerden dat het arsenicum diende om crèmes te maken voor huidverzorging. Honderden Romeinse vrouwen kochten bij Tofana Aqua tofana, zowel rijke echtgenotes als arme echtgenotes. Enkele druppels van het gif waren voldoende om iemand te doden.

Hoe Giulia aan haar einde is gekomen is dat ze is overleden in haar slaap in 1651. Niemand buiten haar medewerkers en haar klanten wisten van Giulia's vergifwinkeltje en misdaden. Na haar dood nam Gironima Spana (waarschijnlijke stiefdochter van Giulia) het bedrijfje over. Gironima werd echter opgepakt rond 1659 en is opgehangen met vrouwen die haar hebben geholpen. En daarmee kwam Aqua Tofana ten einde.